# Berchtold Zimmermann
Berchtold Zimmermann (geb. vor 1480; gest. nach 1504) war ein Schweizer Mönch und Bibliothekar des Klosters St. Gallen.
Zimmermann ist schon 1480 als Konventherr nachgewiesen. Er war einer der Professen unter Abt Gotthard Giel von Glattburg, der 1504 starb. 1504 gehörte er zu jenen Konventualen, die Franz von Gaisberg zum neuen Abt wählten. Von diesem erhielt er als Kustos die Bibliotheksschlüssel mitsamt einer Instruktion für das Bibliothekarsamt überreicht:

«Frater Berchtoldus Zimmermann sol ain schlüssel zu der liberi haben, und dem Supprior oder Subdechan (Gallus Kopf) beholfen sin, dass die Bücher …»

Zimmermann nahm 1514 teil an der Heiligsprechung von St. Notker. Er starb an einem 8. September.